# Rapala colossus
Rapala colossus är en fjärilsart som beskrevs av Ribbe 1926. Rapala colossus ingår i släktet Rapala och familjen juvelvingar. Inga underarter finns listade.